# Vail M. Pittman

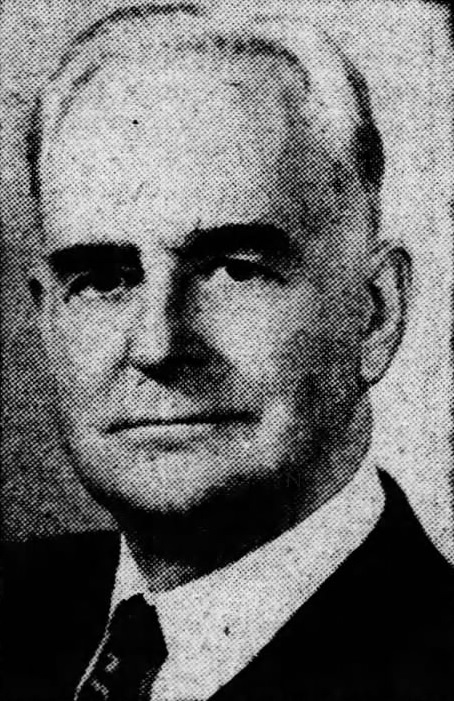
Vail M. Pittman.

Vail Montgomery Pittman, född 17 september 1880 i Vicksburg, Mississippi, död 29 januari 1964 i Las Vegas, Nevada, var en amerikansk demokratisk politiker. Han var den 19:e guvernören i delstaten Nevada 1945-1951. Han var bror till senator Key Pittman.
Pittman valdes 1942 till viceguvernör i Nevada. Han blev guvernör när Edward P. Carville avgick för att tillträda som ledamot av USA:s senat.
Hans grav finns på Masonic Memorial Gardens i Reno.